# ماسوک میا جونی
ماسوک میا جونی (بنگالی: মাসুক মিয়া জনি؛ زادهٔ ۱۶ ژانویهٔ ۱۹۹۸) بازیکن فوتبال اهل بنگلادش است.
از باشگاه‌هایی که در آن بازی کرده است می‌توان به باشگاه ورزشی محمدان (داکا) اشاره کرد.
وی همچنین در تیم‌های ملی فوتبال زیر ۲۳ سال بنگلادش و بنگلادش بازی کرده است.